# E012 (trasa europejska)
E012 – trasa europejska łącznikowa (kategorii B), biegnąca przez Kazachstan. Długość trasy wynosi 300 km.
Przebieg E012: Ałmaty - Kokpek - Chundzha - Koktal - Khorgos